# جورج إم. باركر
جورج إم. باركر (بالإنجليزية: George M. Parker)‏ هو عسكري أمريكي، ولد في 17 أبريل 1889 في آيوا في الولايات المتحدة، وتوفي في 25 أكتوبر 1968.